# Ligne de Oued Keberit à Ouenza
La ligne de Oued Keberit à Ouenza est l'une des lignes du réseau ferroviaire algérien qui relie la gare de Oued Keberit à la mine de fer de Ouenza, dans la wilaya de Tébessa.
La ligne fait partie des lignes minières de l'Est algérien qui permettent le transport du phosphate et du fer des mines de la région de Tébessa vers le port d'Annaba.

## Histoire
La ligne de Oued Keberit à Ouenza est mise en service en 1921. Elle est électrifiée en 1932,.

## La ligne

### Caractéristiques
Il s'agit d'une ligne à voie unique et électrifiée.

### Tracé et profil
La ligne se débranche de la ligne d'Annaba à Djebel Onk à la sortie sud-est de la gare de Oued Keberit puis, elle se dirige vers l'est en direction du gisement minier de Ouenza. 

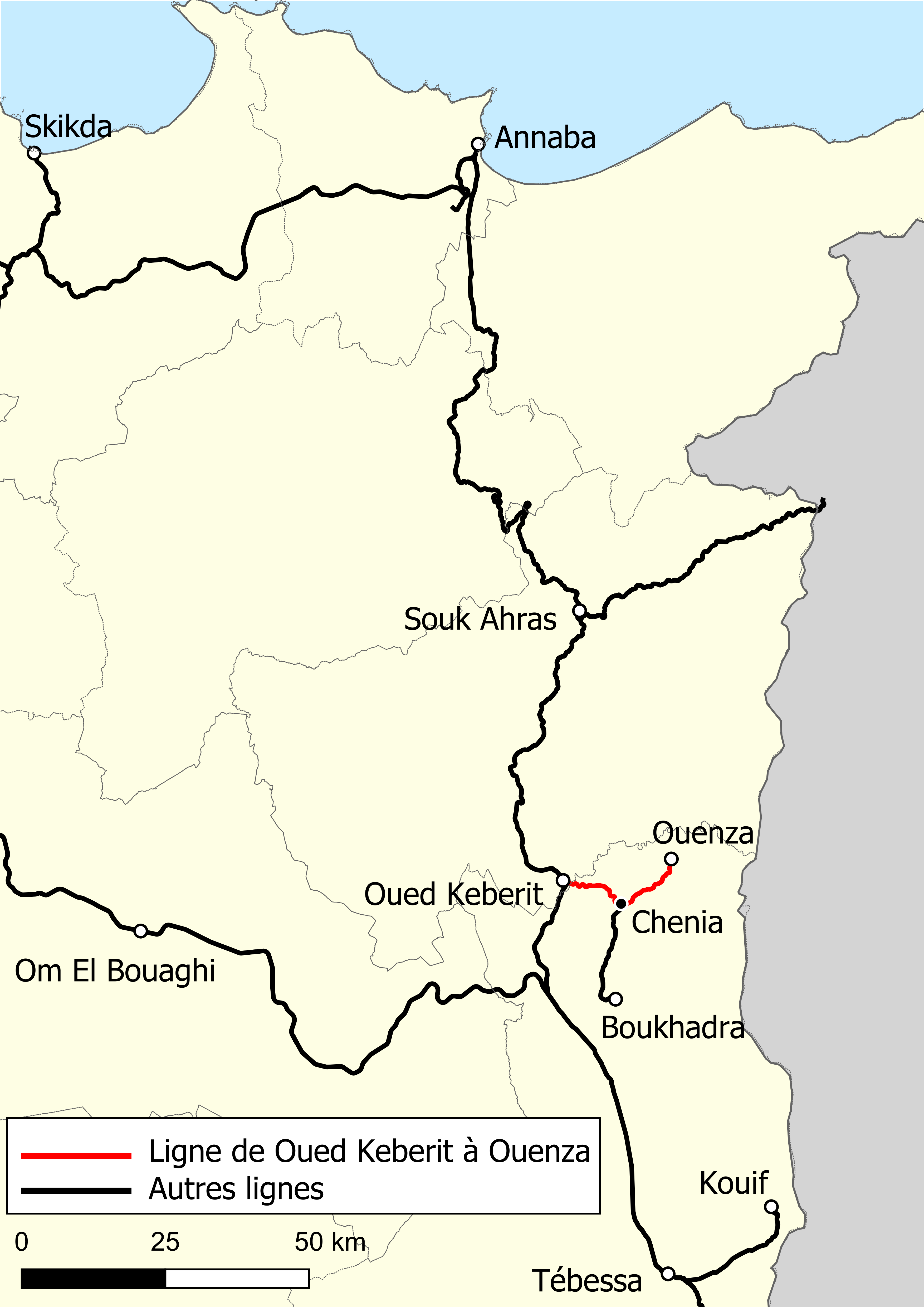
Localisation de la ligne de Oued Keberit à Ouenza dans l'Est algérien.

## Service ferroviaire
La ligne est exclusivement affectée au transport du minerai de fer en provenance de la mine de Ouenza et à destination du complexe sidérurgique d'El Hadjar situé dans la banlieue sud d'Annaba,.

## Gares de la ligne
| Gare         | (PK) | Informations           |
| ------------ | ---- | ---------------------- |
| Oued Keberit | 0    | Trains régionaux, fret |
| Aïn Chenia   | 12   | Fret                   |
| Ouenza       | 28   | Fret                   |